# بصل‌کوه
بصل کوه، روستایی است از توابع بخش مرکزی شهرستان رامسر در استان مازندران ایران.
در ضمن روستای بصل کوه زادگاه شهید سرلشگر حسین خلعتبری نیز است

## جمعیت
این روستا در دهستان چهل‌شهید قرار دارد و براساس سرشماری مرکز آمار ایران در سال ۱۳۸۵، جمعیت آن ۶۵۰ نفر (۱۸۶خانوار) بوده‌است.